# Alex Surprenant (football canadien)
Ne pas confondre avec Alex Surprenant, joueur canadien de soccer.
Alex Surprenant (né le 16 juin 1985) est un entraîneur de football universitaire canadien. Il est actuellement le 22ième entraîneur-chef dans l’histoire de l’Université McGill. Il détient cette position depuis le 9 février 2024. Il a étudié à l’Université Laval où il évoluait comme demi-défensif de 2006 à 2009 avec le Rouge et Or avant d’entreprendre sa carrière d’entraîneur en 2010. 

## Carrière de joueur
Surprenant a commencé à jouer au football à sa dernière année à l’école secondaire Jean-Jacques-Bertrand. Après son secondaire 5 avec les Astérix de Farnham sous les ordres de Ross Lemke, il a joué 4 ans pour les Géants du Cegep de St-Jean évoluant comme demi à l’attaque et demi-défensif.
En 2006, il prenait la direction de Québec pour commencer son séjour de 4 années comme demi-défensif avec le Rouge et Or et le coordonnateur défensif Marc Fortier. Dès sa première saison, l’équipe dirigée par Glen Constantin remportait la coupe Vanier. Deux ans plus tard, l’université Laval enlevait encore le championnat universitaire canadien.
En 2009, Surprenant complétait sa carrière universitaire en étant nommé sur l’équipe d’étoile de RSEQ. 

## Carrière d’entraîneur
N’ayant pas les qualités physiques pour envisager une carrière de joueur chez les professionnels, Surprenant se voit plutôt dans le rôle d’entraîneur. Dès 2010, il retourne au Cegep de St-Jean pour s’occuper des unités spéciales, des demi-défensifs et du recrutement alors que l’équipe est dirigée par Alexandre Vendette. Les Géants sont alors en Division 2.  En 2012, il devient coordonnateur-offensif associé et entraîneur des receveurs.
Le 17 décembre 2012, Alex Surprenant devient le premier entraîneur-chef à temps plein dans l’histoire des Géants du Cégep Saint-Jean-sur-Richelieu (Division 2). Il prend la relève de celui qui lui avait donné sa première chance comme entraîneur, Alexandre Vendette qui demeure au poste de coordonnateur défensif. En plus de ses fonctions d’entraîneur-chef, il est également devenu le coordinateur offensif en installant un nouveau système RPO. Après un début de saison 2013 difficile, (1 victoire, 2 défaites) les Géants ont remporté leurs 6 derniers matchs de la saison cumulant ainsi une fiche de 7-2 et terminant en troisième position au classement général. Avec 322 points marqués, la nouvelle attaque termine 1ère de la ligue et permet à l'équipe de disputer le Bol d'Or pour la première fois depuis 2004 (1/4 de finale V 38-27 vs John Abbott, 1/2 finale V 39-38 vs André-Grasset, Bol d'Or D 35-20 vs Limoilou). Dès l'année suivante, Saint-Jean termine au 1er rang avec une fiche de 8-1 avant d'éliminer les tenants du titre Limoilou en finale (38-15) et de remporter un Bol d'Or 37-10 contre André-Grasset,. Un premier championnat pour le programme depuis 1998 devant plus de 2400 fans dans leur stade à domicile. En 2015, Saint-Jean domine la ligue avec une impressionnante moyenne de 59 points inscrits par match durant la saison régulière. Après s'être assuré de la 1re place et d'un congé au 1er tour, Saint-Jean s'est imposé en finale contre John Abbott (39-25) et a remporté un 2e Bol d'Or en division 2 contre Lionel-Groulx (42-23).
Le 15 décembre 2015, Saint-Jean est promu en Division 1. Lors de leur première saison en 2016, l'entraîneur Surprenant et son système de RPO ont permis à Saint-Jean de terminer avec une fiche de 4-5 et une participation aux éliminatoires grâce à un jeu de passes dominant mené par le quart Dimitri Morand (2983 verges en 9 matchs) qui a remporté le titre de joueur par excellence. Après une saison 2017 plus difficile, Surprenant a conclu son règne de 6 ans à Saint-Jean en 2018 avec une fiche de 5-4 et la seule victoire en éliminatoires de D1 de l'histoire du programme contre le Collège Vanier. 

### Concordia
Le 6 février 2019, Alex Surprenant a été nommé coordonnateur offensif de l'Université Concordia. Lors de sa première année, il a aidé le quart-arrière partant Adam Vance à devenir le Joueur par excellence de la ligue avec plus de 2000 verges par la passe. Après l'année Covid, Surprenant a aidé le nouveau quart partant Olivier Roy à remporter lui aussi le titre de Joueur par excellence de la ligue en battant un record du RSEQ avec performance de 580 verges par la voie des airs en une seule partie.  La fiche de Concordia s'est améliorée à 4-4 cette année-là, s'assurant de la 3e place, incluant une victoire de 31-28 contre les Carabins de Montréal (7-1). À sa dernière année (2023) en tant que coordonnateur offensif, Surprenant a aidé les Stingers à terminer avec une fiche de 5-3 (la meilleure depuis 2014) en perdant en deuxième prolongation (34-27) contre le Rouge & Or de Laval avec plus de 470 verges d'attaque. Au cours de ses 4 saisons avec les Stingers, l'attaque de Surprenant s’est distinguée dans plusieurs catégories, notamment les verges au sol (#1 en 2023), les verges par la passe (#1 en 2019-2021), les verges totales (#1 en 2021), la zone rouge (Red zone)  (#1 en 2021-2022) et les premiers essais (#1 en 2021). Il a également eu plusieurs joueurs remportant des prix majeurs (Adam Vance en 2019 et Olivier Roy en 2021 pour le trophée Jeff Russell  (Joueur par excellence) et Jeremy Murphy en 2019 et Jaylan Greaves en 2021 pour le trophée Peter Gorman  remis à la meilleure recrue du pays. Son attaque explosive a également aidé plusieurs joueurs à signer dans la LCF à titre de joueurs autonomes ou de joueurs repêchés (James Tyrrell avec Winnipeg en 2019, Vincent Alessandrini avec Montréal en 2020, Jeremy Murphy avec Winnipeg en 2023 et Ezechiel Tieide avec la Colombie-Britannique en 2024).

### McGill
Le 9 février 2024, Alex Surprenant est devenu le 22e entraîneur-chef du programme de football de McGill qui remonte à 1872. Il a été présenté aux médias par Daniel Méthot, directeur du programme des sports, qui a déclaré : « Nous sommes très heureux qu'Alex se joigne à notre programme et qu'il apporte une riche expérience et des connaissances des deux côtés du ballon. Un penseur créatif qui est orienté vers l'enseignement, la communication et le développement de jeunes étudiants-athlètes talentueux étaient des attributs clés que nous recherchions dans ce processus important. Sa connaissance approfondie des futurs candidats, son approche de recrutement et ses succès passés en disent long sur ce que notre programme entend aborder à l'avenir. Nous sommes impatients de l'aider à bâtir un solide personnel d'entraîneurs et à ramener le football mcgillois à l'avant-plan une fois de plus. À sa première saison avec les Redbirds, Surprenant a mené sa troupe à une fiche de 3-5, s'assurant la 3e position au classement et une première participation aux éliminatoires depuis 2019. Laurent Duvernay-Tardif, qui a porté les couleurs des Chiefs de Kansas City et des Jets de New York et plus de 200 autres anciens encourageaient leur équipe le 25 octobre, alors que le programme de football de McGill célébrait sa 150e saison lors de la fin de semaine des retrouvailles dans une victoire de 29-19 contre son rival Concordia. Médecin des Chiefs de Kansas City, Jean-Philippe Darche (Seahawks de Seattle et Chiefs de Kansas City) n’avait pu se libérer pour assister à la rencontre.
Au cours de la saison, l'attaque de Surprenant a aidé son quart-arrière Eloa Latendresse-Régimbald à gagner, à lui-seul, près de 3000 verges (2061 verges dans les airs et 781 verges au sol) en seulement 8 matchs. Le programme de football de McGill a clôturé l'année 2024 en force avec 40 recrues déjà annoncées dans la classe de recrutement 2025.        

## Vie personnelle
Surprenant est né à Farnham où il a fait son école primaire et secondaire. Ainé d’une famille de trois enfants, il excellait au hockey comme défenseur. Il a joué midget AA et a représenté sa région aux Jeux du Québec. Cependant, quand est arrivé le moment de choisir entre quitter le domicile familial pour jouer au hockey ou rester à Farnham et jouer au football, il a choisi le ballon oval.
Malgré son choix, il a reçu une invitation pour participer au camp d’entraînement des Voltigeurs de Drummondville de la LHJMQ à l’aube de la saison 2003/2004.
Avant de devenir entraîneur-chef au football, Surprenant a travaillé trois ans en web-marketing.